# Synagogue Rabbi Meir Toledano de Meknes
La synagogue Rabbi Meir Toledano de Meknès (arabe : كنيس ربي مير طوليدانو) est une synagogue située dans la médina de Meknès.
La première construction de la synagogue date du XIIIe siècle avant sa destruction par un séisme en 1630. Elle est reconstruite par la famille Toledano (originaire de Tolède) à la suite de leur arrivée à Meknès.
La synagogue porte le nom de Rabbi Meir Toledano un rabbin de la famille Toledano qui est devenu célèbre en éditant et en publiant en 1803, les travaux de son beau-père Moses ben Daniel sur la Torah sous le nom de Melekhet ha-Kodesh.